# Sõrumäe
Koordinaten: 59° 10′ N, 27° 21′ O
Sõrumäe ist ein Dorf (estnisch küla) in der Landgemeinde Alutaguse (bis 2017 Iisaku). Es liegt im Kreis Ida-Viru (Ost-Wierland) im Nordosten Estlands.
Das Dorf hat 24 Einwohner (Stand 16. Oktober 2010). Es wurde erstmals 1426 urkundlich erwähnt.